# Nati nel 1375
| Questa pagina contiene informazioni ricavate automaticamente dalle voci biografiche con l'ausilio del template Bio e di un bot. L'aggiornamento è periodico e automatico e ricostruisce completamente la pagina. Se manca una persona in questa lista, sei pregato di non aggiungerla, ma accertati piuttosto che la sua voce biografica contenga il template Bio e che i dati anagrafici siano correttamente compilati. Se il template Bio manca, inseriscilo tu stesso o, in alternativa, metti l'avviso {{tmp\|Bio}} che ne segnala la mancanza. Se i dati riportati sono sbagliati, correggi direttamente la voce biografica; le modifiche saranno visibili in questa lista entro pochi giorni. Per chiarimenti vedi il progetto biografie. La lista contiene solo le 23 persone che sono citate nell'enciclopedia e per le quali è stato implementato correttamente il template Bio. Pagina aggiornata al 10 ago 2025. |

- 11 marzo - Francesco Aregazzi, vescovo cattolico italiano († 1437)
- Raffaele Adorno, doge († 1458)
- Juan Alfonso de Baena, scrittore spagnolo († 1434)
- Baldassarre di Werle, principe († 1421)
- Benincasa da Montepulciano, religioso italiano († 1426)
- Jean de Brosse, militare francese († 1433)
- Vittore Canal, politico italiano († 1458)
- Giovanni Raimondo Folch I de Cardona, nobile († 1441)
- Giovanna d'Aragona, nobildonna († 1407)
- Giovanni VII di Werle, principe († 1414)
- Guglielmo III di Baviera, nobile († 1435)
- Fatma Hundi Hatun, principessa ottomana († 1430)
- Luigi di Valladolid, religioso e teologo spagnolo († 1436)
- Maria di Berry, contessa († 1434)
- Giovanni Moncada Alagona, nobile, politico e militare italiano († 1452)
- Ottaviano Nelli, pittore e miniatore italiano († 1444)
- Sicco Polenton, scrittore, umanista e giurista italiano († 1447)
- Riccardo Plantageneto, III conte di Cambridge, conte († 1415)
- Alberto III di Sassonia-Wittenberg, nobile († 1422)
- Antoine de Vergy, militare francese († 1439)
- Jean de Malestroit, cardinale e vescovo cattolico francese († 1443)
- Giano di Cipro, re († 1432)
- Giovanni II di Empúries, principe († 1401)